# Зверобой прижатый
Зверобо́й прижа́тый (лат. Hypericum adpressum) — растение из рода Зверобой (Hypericum) семейства Зверобойные (Hypericaceae).

## Синонимы
По данным сайта The Plant List.
- Hypericum bonaparteae Barton
- Myriandra adpressa (W.P.C.Barton) K.Koch
- Sarothra fastigiata Raf.

## Ареал
Распространено в Соединённых штатах Америки.